# Имбушка (приток Вели)
Имбушка — река в Московской области России, левый приток Вели.
Берёт начало северо-восточнее посёлка Мостовик, между деревнями Новинки и Ворохобино. На Имбушке стоят пять населённых пунктов: село Васильевское и др.
Длина — 12 км. Равнинного типа. Питание преимущественно снеговое. Замерзает обычно в середине ноября, вскрывается в середине апреля:7—8. Прихотливо извиваясь, река живописной долиной прорезает Клинско-Дмитровскую гряду. Ввиду плотной заселённости верховьев реки интерес для туристов представляют лишь её низовья. В селе Васильевском — церковь Василия Кесарийского XIX века в стиле ампир.
По данным Государственного водного реестра России, относится к Верхневолжскому бассейновому округу. Речной бассейн — (Верхняя) Волга до Куйбышевского водохранилища (без бассейна Оки), речной подбассейн — Волга до Рыбинского водохранилища, водохозяйственный участок — Волга от Иваньковского гидроузла до Угличского гидроузла (Угличское водохранилище).